# Smetana (mejeriprodukt)
Smetana er et mælkeprodukt fra Central- og Østeuropa, der er produceret af uhomogeniseret syrnet piskefløde. Undertiden opfattes smetana som værende af russisk oprindelse. Det er et syrnet flødeprodukt der minder om cremefraiche (28%). Men da smetana er uhomogeniseret, skiller det ikke når det koges eller bruges i varme retter. De mest anvendte smetana har 15% - 30% fedtindhold og er mere syrlig end cremefraiche.

## Brugen af smetana
Smetana er meget brugt i mange østeuropæiske køkkener: i forretter, hovedretter, supper og desserter. For eksempel kan det være blandet i supper, grøntsags- og kødretter, serveret med pelmeni eller pierogi, eller bruges som fyld i krydrede pandekager. Smetana kan være blandet med hytteoste, løg, paprika og andre krydderier til en pikant-lignende smelteost og spises på brød. Da smetana ikke skiller ved høje temperaturer som cremefraiche, anvendes det bl.a. til kød- eller grøntsagsgryderetter eller andre retter, der kræver en lang tilberedningstid i ovnen.
Ungarske kokke bruger smetana (ungarsk tejföl eller tejfel) i saucer som paprikas og i opskrifter som skinke-fyldte pandekager (palacsinta). Den nuværende tendens til at reducere fedtindholdet i mejeriprodukter har medført at smag og konsistens af mange mejeriprodukter er forandret. For at efterligne smetana, anbefaler ungarske kogebøger at anvende cremefraiche blandet med piskefløde (38 - 40% mælkefedt).
Smetana er meget udbredt i det finske køkken og i Karelen og Ingermanland. I ukrainsk og russiske køkken tilsættes smetana ofte til borsjtj og andre supper, og bruges til vareniki og pelmeni.
Schmand er typisk for nogle lokale tyske køkkener, især i Hessen og Thüringen. Bemærkelsesværdig er, at det ikke kun anvendes i krydrede retter, men også i kager som Schmandkuchen og desserter.
Smetanas fedtindhold varierer fra 10%-70%. De mest almindelige smetanas i supermarkederne har 10%-40% fedtindhold. Tilsætning af fortykningsmidler som gelatine er ikke forbudt, men betragtes som snyd, og produktet anses for ringere og uegnet til madlavning, da nogle opskrifter let ødelægges hvis der er tilsat fortykningsmiddel.